# Stromband
Strombänder werden in der Elektrotechnik eingesetzt, um große Ströme unter extremen Umgebungsbedingungen zu leiten. Aufgrund ihrer Konstruktion sind Strombänder wärmebelastbarer als normale isolierte Kabel oder Leitungen.

## Grundlagen
Strombänder stellen einen flexiblen elektrischen Kontakt zwischen zwei beweglichen Leitern her. Der Kontakt dient in erster Linie dazu, Schaltstöße und Vibrationen zu dämpfen sowie Maßtoleranzen und thermische Ausdehnungen zu kompensieren. Diese Art der Stromübertragung ist unter anderem in Schaltanlagen, Industrieöfen, Schweißzangen von Schweißrobotern, Trafo- und Generatorstationen, E-Loks, Vakuumschaltern und Elektrolyseanlagen zu finden. Als Bauvarianten unterscheidet man Folien-, Lamellen- und Litzenbänder.
Die Stromleitung erfolgt meist über Elektrolytkupfer. Mit diesem Material lässt sich der Quotient aus elektrischem Leitwert und Querschnitt sehr gut maximieren. Als alternative Werkstoffe kommen in weit geringerem Umfang auch Aluminium und Cupal-Bleche zum Einsatz. Die Übertragungsleistungen und Abmessungen von Strombändern weisen ein weites Spektrum auf.

## Bauvarianten

### Folienbänder
Zur Herstellung werden in der Regel Folien mit einer Dicke von 0,04…0,3 mm verwendet. Um den benötigten Querschnitt zu erreichen, sind die Folien aufeinander geschichtet und an den Enden paketiert. Die Oberfläche liegt blank, verzinnt oder versilbert vor. Die Folienhärte variiert je nach Verwendungszweck zwischen F20 (weich) bis F37 (federhart). Die Anschlüsse werden je nach Einsatzgebiet gewickelt, genietet, pressverschweißt oder durch eine Kombination der Verfahren hergestellt. Bei Strombändern mit massiven Anschlüssen werden die Enden durch Ultraschallschweißen, Pressschweißen, Hartlöten oder durch Elektronenstrahlschweißen unter Schutzgas befestigt.
Folienbänder sind elektrisch ebenso stark belastbar wie vergleichbare Kupferschienen in massiver Ausführung. Gegenüber Litzenbändern besitzen die den Nachteil der eingeschränkten Beweglichkeit in nur zwei Richtungen.

### Lamellenbänder

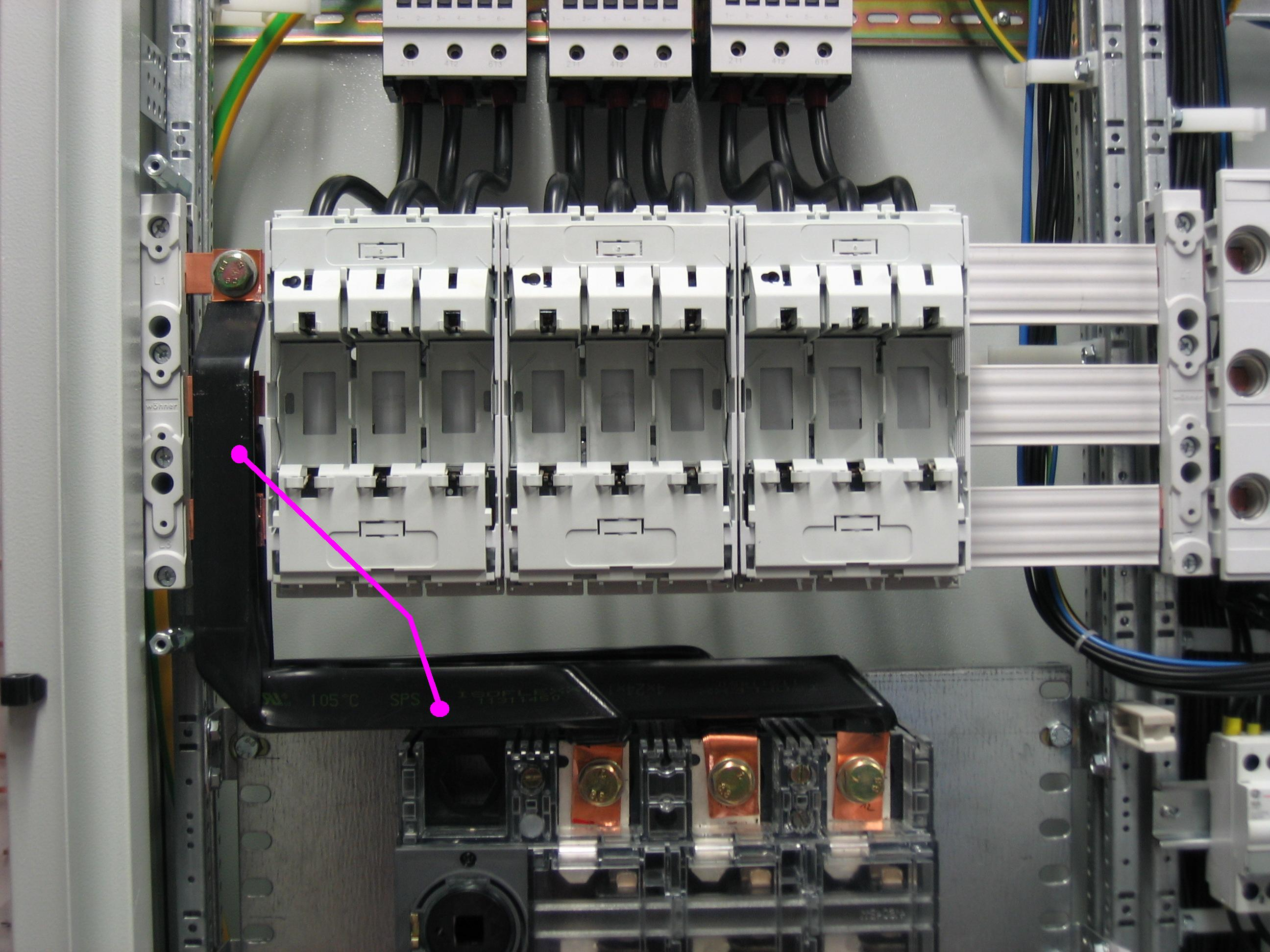
Lamellenband als Verbindung zwischen Leistungsschalter und dreiphasigem Stromschienensystem

Lamellenbänder (oder auch lamellierte Stromschienen) bestehen aus mehreren aufeinander liegenden Kupferlamellen, verzinnten Kupferlamellen und seltener auch aus Aluminiumlamellen. Diese sind durch eine eingefärbte (schwarz, braun, grau, blau oder grün-gelb) Isolierung aus Polyvinylchlorid (PVC) oder Silikon dauerhaft geschützt. Die lose in der Isolierung liegenden Lamellen ermöglichen ein problemloses Verbiegen und Verdrehen = engste Winkel mit geringsten Biegeradien und Verwindungen. Zugleich ist die Festigkeit des Leiters in allen Fällen so hoch, dass er immer verschraubt werden kann.
Lamellenbänder können bei gleicher Strombelastung gegenüber Kabeln mit bis zu 40 % weniger Leiterquerschnitt ausgelegt werden und bieten aufgrund der Flexibilität gegenüber massiver Verschienung deutlich weniger Kontaktstellen. Was für die Folienbänder gilt, gilt auch hier: Lamellenbänder haben den Nachteil der eingeschränkten Beweglichkeit in nur zwei Richtungen.
Die Lamellen haben Dicken von 0,5 bis 1,0 mm und Breiten von 9 bis 120 mm. Gebräuchliche Querschnitte werden von ca. 20 bis 1.400 mm² angeboten. Beispiel: Ein Lamellenband 5x32x1 besteht aus 5 Lamellen, je 32 mm breit und 1 mm stark, d. h., es hat einen Querschnitt von 160 mm².

### Litzenbänder
Man unterscheidet Flach- oder Rundlitzenbänder. Dementsprechend besteht das hoch flexible Stromband aus flach gewalzten Gewebebändern oder geflochtenen Seilen. Für größere Querschnitte werden mehrere Litzen über- bzw. nebeneinander gelegt. Die Oberfläche kann blank oder verzinnt vorliegen. Die Anschlüsse werden entweder rohrverpresst und/oder pressverschweißt. Durch die hohe Verdichtung erreichen die Anschlussenden dabei fast die Qualität eines massiven Anschlusses. Eine weitere Variante entsteht durch Aufbringen eines handelsüblichen Rohrkabelschuhs wahlweise durch Sechskant- oder Dornverpressung.
Litzenbänder bieten niedrige Übergangswiderstände und eine exzellente Beweglichkeit in alle Richtungen. Die verhältnismäßig große Oberfläche garantiert eine gute Wärmeableitung.